# Chiesa di San Domenico (Augusta, Italia)
La chiesa San Domenico è una chiesa di Augusta la cui edificazione risale al XIII secolo. È dedicata a san Domenico di Guzman, patrono della città.

## Storia

### Epoca sveva
Il primo edificio sacro intitolato a San Domenico di Guzman risale al 1219 per opera di Reginaldo d'Orleans, quasi contemporaneo alla fondazione della città da parte di Federico II. Alcuni scritti la dichiarano prima sede dei domenicani in Sicilia e prima chiesa al mondo intitolata al santo di Guzman.
Le fonti documentali attuali non fanno alcun riferimento riguardo all'aspetto di questa prima chiesa né di quale aspetto avesse il primo nucleo del convento in mancanza di mappe, piante, schizzi, dipinti o disegni.

### Epoca spagnola
Nel 1516 il patriarca San Domenico è proclamato patrono e protettore della città.
Nel 1551, con la prima devastazione dovute ad una serie di invasioni turche - ottomane, la chiesa fu incendiata e rasa al suolo, per essere ricostruita insieme al convento nell'arco di 30 anni. Per la descrizione di questo secondo edificio si fa riferimento al modello che regge in mano la statua del Santo, verosimilmente la riproduzione più attendibile del tempio riedificato sul finire del XVI secolo.
Rasa al suolo dal terremoto e conseguente maremoto del gennaio 1693, fu nuovamente ricostruita in due anni, con il prospetto principale orientato a levante: il primitivo tempio presentava la disposizione abside - ingresso ribaltati.

### Epoca borbonica
Fu nuovamente danneggiata gravemente dal sisma noto come terremoto del Golfo di Catania dell'11 gennaio 1848. Per decisione del sindaco nel 1876 si iniziarono i lavori di costruzione di una nuova chiesa, affidati all'ingegnere Luciano Ferraguto, in stile neoclassico.

### Epoca contemporanea
Chiusa dall'aprile 1981, in quanto inagibile per la vetustà di alcune strutture, fu ulteriormente danneggiata, a causa del terremoto di Santa Lucia del 13 dicembre 1990, accusando la perdita di decorazioni e solo recentemente è stata ristrutturata.
Il 13 maggio del 2007 il tempio è stato riaperto al culto.

## Facciata
La facciata in stile neoclassico, presenta ai lati pilastri adornati di lesene a cui si accoastano due semicolonne sormontate da capitelli in ordine corinzio.
La torre campanaria, sulla parte destra, è a pianta quadrangolare. Suddivisa su tre piani vi sono delle aperture con balaustre. In cima alla torre ci sono quattro gugliette con al centro una calotta sferica sorretta da una trabeazione.

## Interno
L'interno si presenta ad unica navata con vestibolo è suddivisa per ogni lato da cinque archi con colonne di ordine corinzio. Una balaustra in marmo separa l'altare maggiore dalla navata con due gradini. L'abside è divisa da altre cinque colonne dello stesso stile.

## Convento
Adiacente al tempio sono le strutture che fino al secolo scorso hanno ospitato il convento di padri domenicani. 
Fu la seconda istituzione dell'Ordine dei frati predicatori in terra di Sicilia, fondata nel 1219.
L'istituzione cominciò a tramontare all'inizio dell'Ottocento, con il progressivo abbandono dei religiosi che andarono a rimpinguare le file dei confratelli del vicino convento domenicano di Lentini. Pertanto numerosi ambienti cominciarono a essere destinati ad alloggi dei Militari della Gran Guardia e come depositi per l'attrezzature dell'artiglieria inglese. Dopo l'Unità d'Italia, l'emanazione delle leggi eversive, la confisca e l'incameramento dei beni ecclesiastici da parte dello Stato, furono utilizzate come sede di diverse attività pubbliche: uffici della Pretura, Ufficio Telegrafico, Ufficio del Registro, Ufficio del Demanio e per la prima Scuola Tecnica di Augusta. 
Dal 1912, gli edifici ospitarono alcune istituzioni scolastiche.
Abbandonato per un lungo periodo, l'intero convento è stato sottoposto a lavori di ristrutturazione col tentativo recuperare uno dei più importanti edifici storici cittadini.
- Chiostro.

## Feste religiose
- 24, maggio, Festa di San Domenico.[2]